# Fernando Rosero
Fernando Rosero González (Guayaquil, 28 de enero de 1949)  es un abogado y político ecuatoriano.

## Biografía
Nació el 28 de enero de 1949 en Guayaquil. Realizó sus estudios secundarios en el Colegio Salesiano Cristóbal Colón y los superiores en la Universidad Católica de Santiago de Guayaquil, donde obtuvo el título de abogado.
Inició su vida política como consejero provincial de Guayas, cargo al que fue elegido para el periodo 1990-1992. En las elecciones legislativas de 1992 fue elegido diputado nacional en representación de Guayas por el Partido Roldosista Ecuatoriano (PRE).
En 1994 fue elegido concejal cantonal de Guayaquil, convirtiéndose en uno de los principales críticos de la gestión del alcalde León Febres-Cordero Ribadeneyra.
En las elecciones legislativas de 1996 ganó una curul como diputado en representación de Guayas por el PRE, pero fue nombrado contralor general del estado por el presidente Abdalá Bucaram, ocupando el cargo durante su corto mandato.
En 1998 fue elegido para un nuevo periodo como diputado en representación de Guayas. Para las elecciones municipales de 2004 intentó infructuosamente ser elegido concejal de Guayaquil, además de desempeñarse como jefe de campaña del candidato del PRE a la alcaldía de la ciudad, Jimmy Jairala.
Para las elecciones generales de 2006 fue el candidato a la presidencia de la república por el PRE, obteniendo el sexto lugar con un poco más del 2% de los votos.
Años después aseveró haber sido el contacto a través del cual se formó una supuesta alianza entre el Partido Roldosista Ecuatoriano y el presidente Rafael Correa en que se acordó que el suplente de la vocal del Tribunal Supremo Electoral por el PRE, Elsa Bucaram, votara a favor de la destitución de 57 diputados durante la crisis legislativa de Ecuador de 2007 a cambio de amnistía para el expresidente Abdalá Bucaram.